# Mistrz Życia Marii
Mistrz Życia Marii (niem. Meister des Marienlebens) – anonimowy malarz działający w latach od ok. 1463 do ok. 1490 w Kolonii. Znany jest także jako Mistrz z Wilten i Johann van Duyren, choć badacze nie są zgodni co do identyfikacji artysty z tymi nazwiskami.

## Twórczość
Artyście i związanemu z nim warsztatowi przypisuje się osiem obrazów, przedstawiających sceny z życia Marii. Namalowane zostały dla kolońskiego kościoła św. Urszuli (Ursulakirche) jako jeden z ołtarzy. Siedem z nich znajduje się obecnie w Starej Pinakotece w Monachium, a jeden w zbiorach National Gallery w Londynie; ponadto w londyńskich zbiorach znajdują się obrazy stanowiące niegdyś skrzydła boczne ołtarza kościoła w Werden, dzielnicy Essen, którego część środkowa nie zachowała się do dziś. Inne dzieła, które są łączone z Mistrzem Życia Marii, to Ukrzyżowanie, namalowane dla kaplicy szpitalnej w Bernkastel-Kues, Pokłon Trzech Króli (obecnie w Germanisches Nationalmuseum w Norymberdze) oraz Ukrzyżowanie i Zdjęcie z Krzyża, które można oglądać w kolońskim Wallraf-Richartz-Museum.
W stylu malarza dostrzegalna jest synteza tradycyjnego malarstwa kolońskiego z dziełami malarzy niderlandzkich, takich jak Dirk Bouts czy Rogier van der Weyden. Przypuszcza się, iż artysta zapoznał się z ówczesnym środowiskiem artystycznym w Niderlandach.

## Galeria

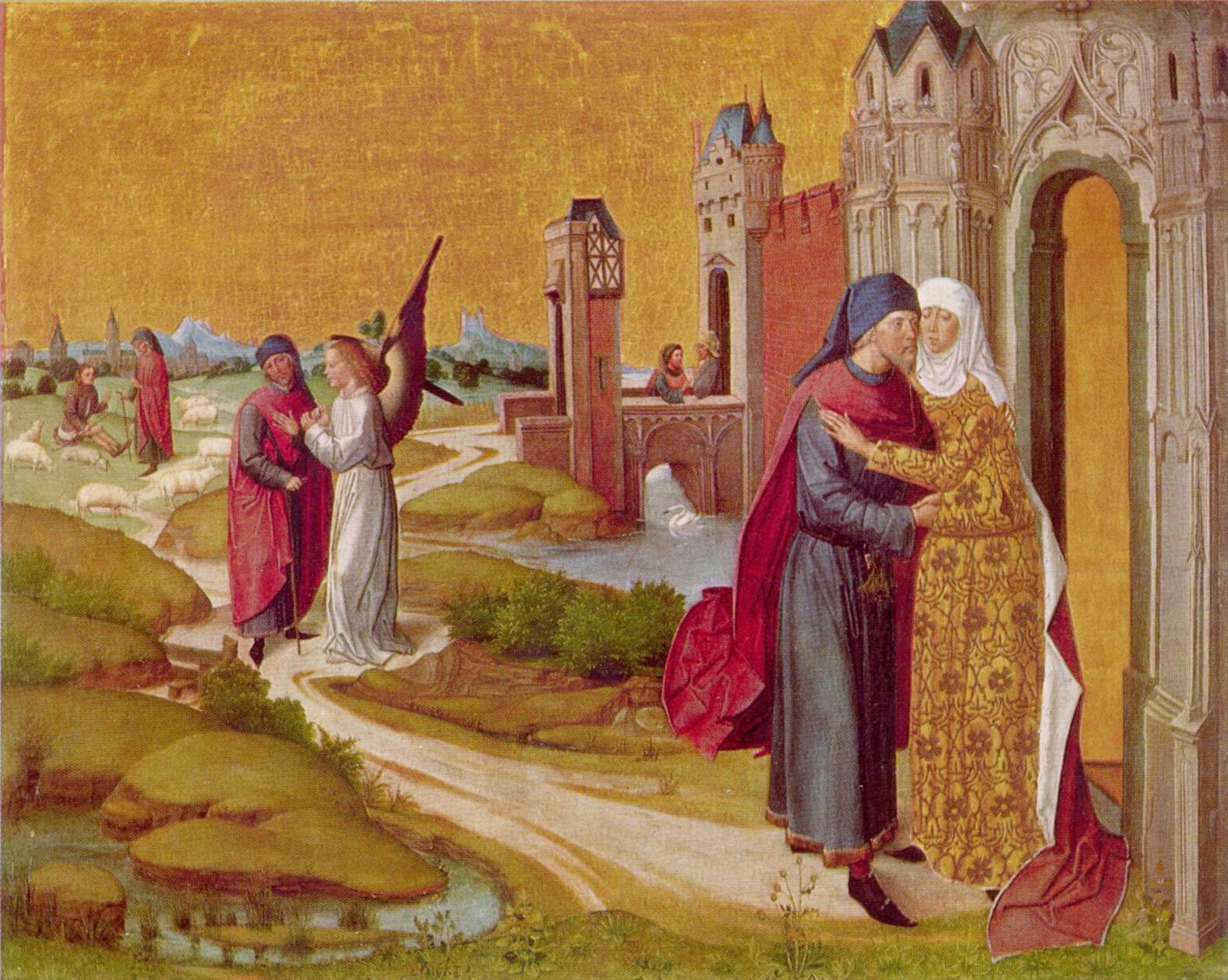
Spotkanie Joachima z Anną przy Złotej Bramie
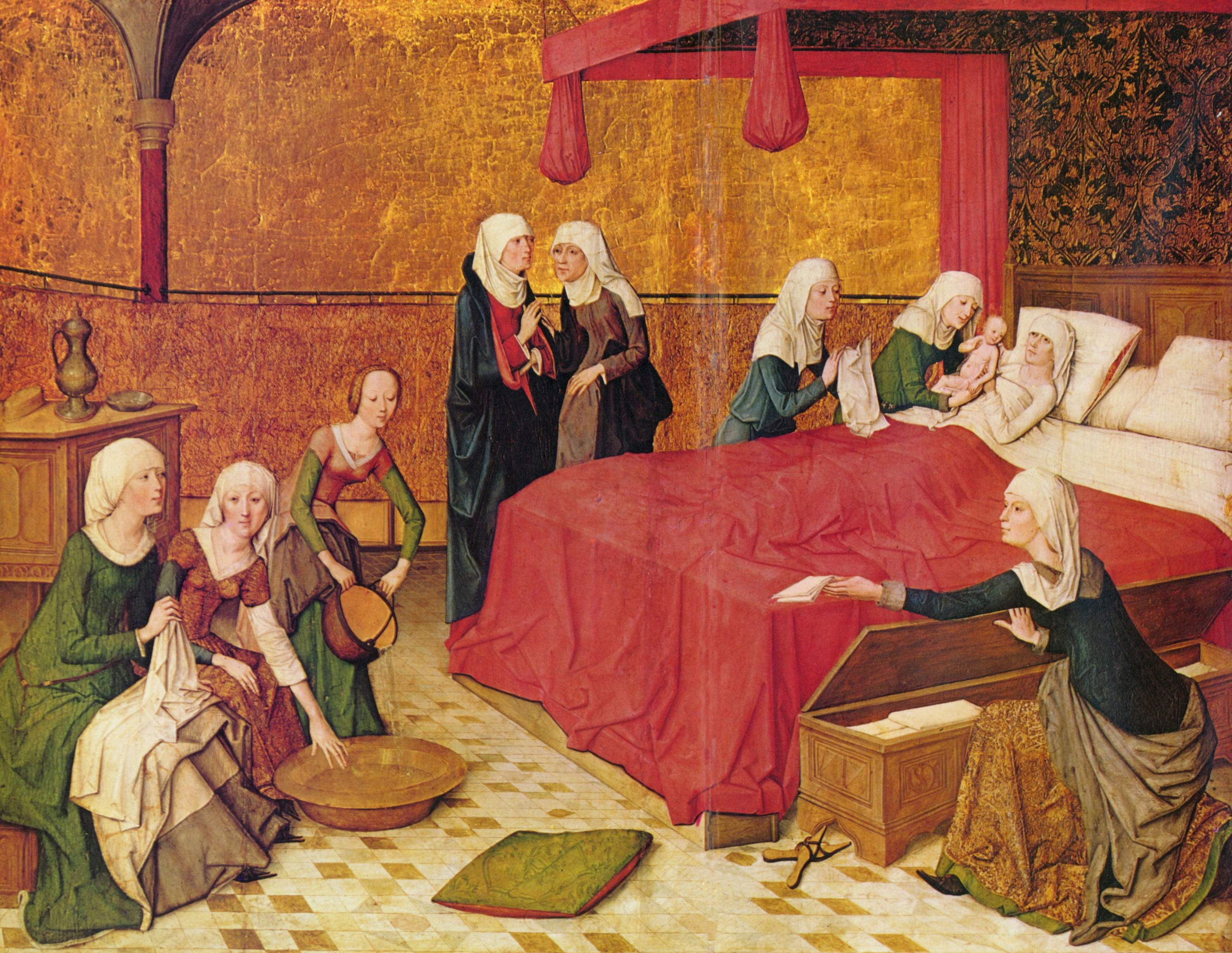
Narodziny Marii
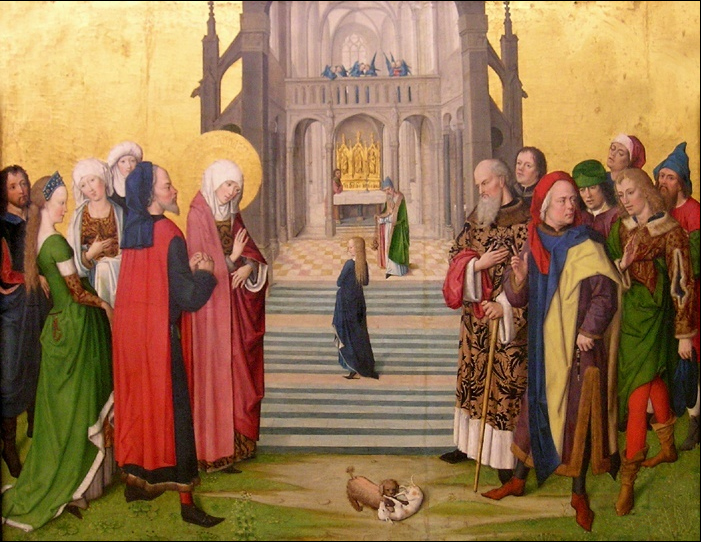
Prezentacja Marii
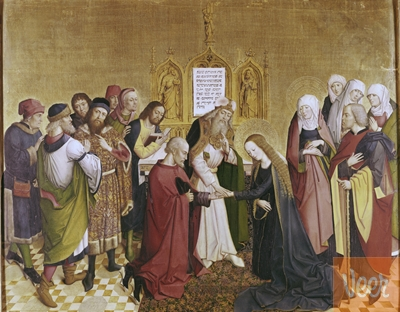
Ślub Marii
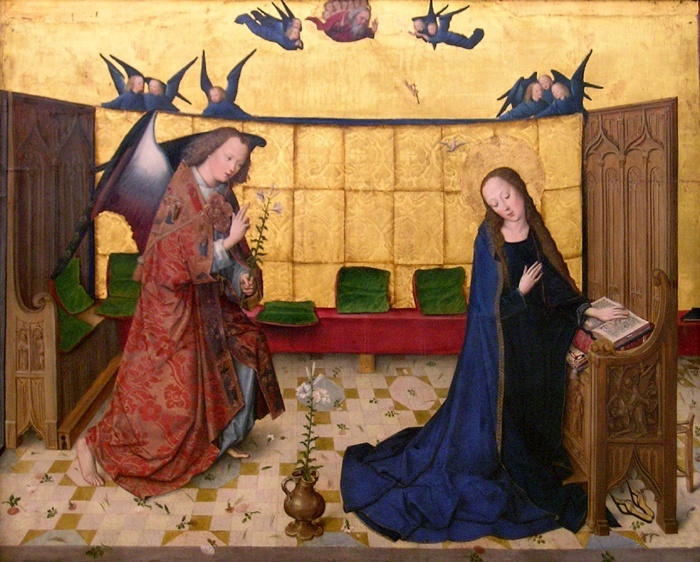
Zwiastowanie
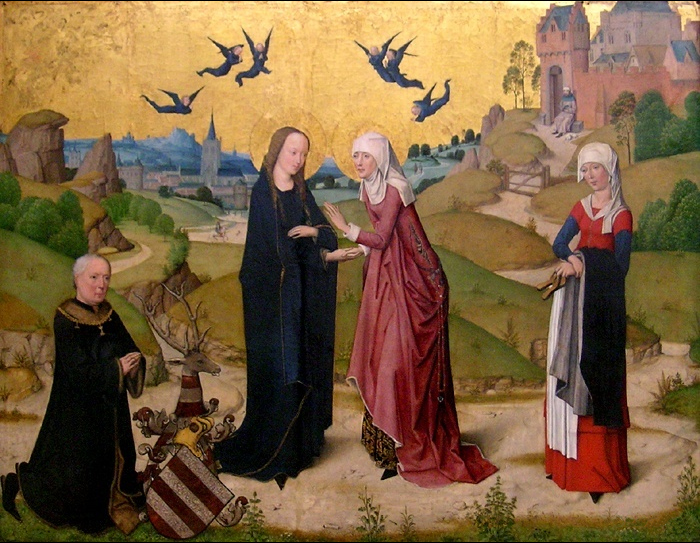
Nawiedzenie
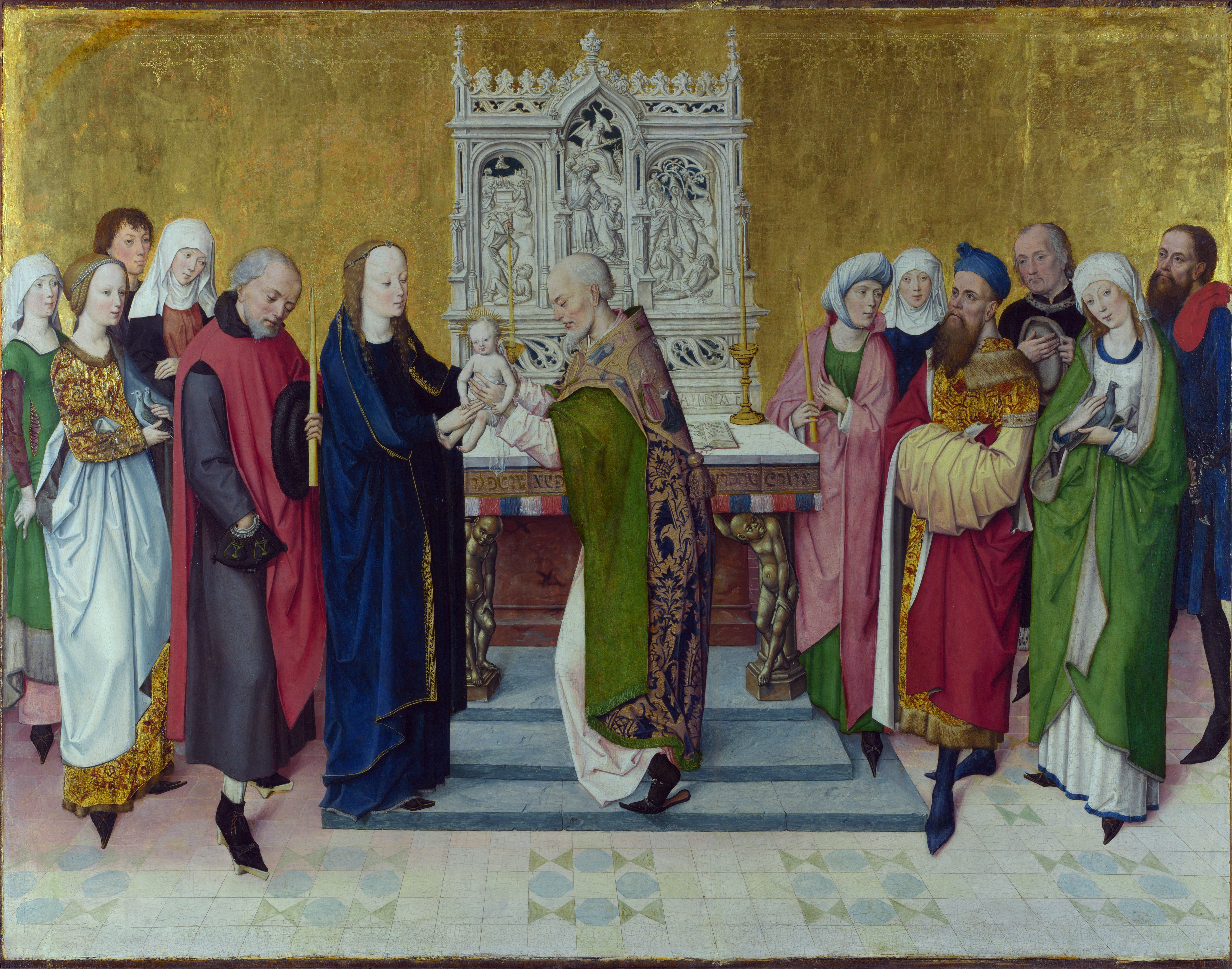
Prezentacja Jezusa w świątyni
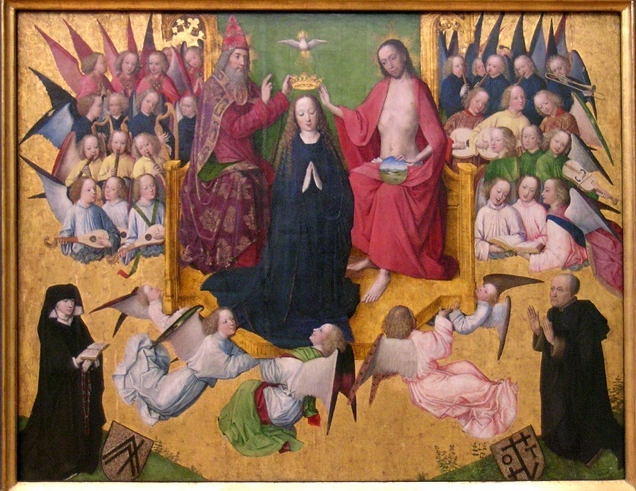
Koronacja Najświętszej Marii Panny